# 伊瀬結陸
伊瀬 結陸（いせ ゆうり、2002年11月2日 - ）は、日本の男性声優。ヴィムス所属。千葉県出身。

## 経歴
元々アナウンサーを目指していたが、中学3年生の頃友人に勧められて観たアニメ『ノーゲーム・ノーライフ』で空役を演じていた松岡禎丞の演技に感銘を受け声優という職業を知り志すようになる。
テニス部から演劇部へ転部し、反対する親を「バイトをして自分でお金を出すつもりだから」と説得し、ある程度お金が貯まった高校2年生から養成所に通う。
日本ナレーション演技研究所出身。

## 人物
趣味・特技には、散歩、電車旅、歌唱、テニスを挙げている。
声優として初めて受けたアイドルマスター SideMのオーディションで天峰秀役に合格した。
同じ事務所の同期には大鈴功起がいる。
カラオケの十八番はMr.Childrenの「Tomorrow never knows」、中島みゆきの「糸」。
憧れの声優は松岡禎丞で、松岡が主人公を演じた『ノーゲーム・ノーライフ』を観たことがきっかけで声優を志したといい、画面越しで松岡の芝居を初めて聴いた時に「同じ人間のものと思えなかった」という程の衝撃を受けたと語っており、自身も松岡のような主人公を務められるようになりたいという。
資格は普通自動車免許、英検2級。

## 出演
太字はメインキャラクター。

### テレビアニメ
2021年
- パズドラ（2021年 - 2022年、自動音声、ハヌーク）
- 遊☆戯☆王SEVENS（グルグル/ゴーハ・ユウガ）
- RE-MAIN（国本、生徒、六花学園控え選手4番）
- 月とライカと吸血姫（ステパン・レヴィツキー）

2022年
- からかい上手の高木さん3（生徒B）
- シュート!Goal to the Future（羽沢康太、中条学）
- 4人はそれぞれウソをつく（井上）

2023年
- お兄ちゃんはおしまい!（学生A）
- テクノロイド オーバーマインド（ケンジ）
- お隣の天使様にいつの間にか駄目人間にされていた件（男子生徒）
- 山田くんとLv999の恋をする（生徒）
- 僕の心のヤバイやつ（男子生徒）
- ホリミヤ -piece-（男子生徒B）
- カードファイト!! ヴァンガード will+Dress（観客）
- 七つの魔剣が支配する（男子生徒C）
- 川越ボーイズ・シング（2023年 - 2024年、日向進）

2024年
- 休日のわるものさん（組織員C）
- 悪役令嬢レベル99 〜私は裏ボスですが魔王ではありません〜（男子生徒、マイルズ）
- 黒執事 -寄宿学校編-（学生）
- 異世界スーサイド・スクワッド（囚われのエルフ）
- デリコズ・ナーサリー（生徒）
- 魔法使いになれなかった女の子の話（男子中学生）
- 2.5次元の誘惑（ゴフィ）
- 多数欠（男）

2025年
- トリリオンゲーム（男子学生）
- 黒岩メダカに私の可愛いが通じない（オオカミのコスプレ）
- クレヨンしんちゃん（男性）

### 劇場アニメ
- 劇場版 イナズマイレブン 新たなる英雄たちの序章（2024年、市尾太郎）

### Webアニメ
- あんさんぶるスターズ!!追憶セレクション「クロスロード」（2023年、観客）

### ゲーム
2021年
- アイドルマスター SideM GROWING STARS（2021年 - 2023年、天峰秀）

2022年
- 夢職人と忘れじの黒い妖精（プラチナ）
- 機動戦士ガンダム エクストリームバーサス2（2022年 - 2025年、ダンテ・D・ワーズロード） - 3作品
- モンスターストライク（2022年 - 2024年、スノーレ、ザリチュ、ナンマドール）
- eBASEBALLパワフルプロ野球2022（淡手蒼太）

2023年
- グランブルーファンタジー（バルガ）

2024年
- A3!（柑子木紅羽）
- カルドアンシェル（アルフ・リーフ、ミンストレル）

2025年
- イナズマイレブン 英雄たちのヴィクトリーロード（市尾太郎）
- 9 R.I.P. sequel（狐ノ依丸）

### ドラマCD
- むかば図書館 第13巻（2022年、小次郎）[29]）

### BLCD
- 寺野くんと熊崎くん（2022年、新田[30]）
- ドアの向こうにはロマンス（2024年、三ッ谷[31]）

### 吹き替え
- ウエスト・サイド・ストーリー（2022年、マウスピース〈ベン・クック〉[32]）

### オーディオドラマ
- ハイドライバーズ（2022年、神代暁） - 2作品[一覧 2]
- アイドルマスター SideM「315 PASSION CONTENTS」（2023年 - 2025年、天峰秀） - 7作品[一覧 3]

### ラジオ
※はインターネット配信。
- アイドルマスター SideM ラジオ 315プロNight!（2021年 - 、ニコニコ生放送※）[33]
- FM5108 ハイドライバーズラジオ！（2022年 - 、YouTube※）[34]）
- 月刊 新・男前通信94代目　4月号～月刊・伊瀬結陸　(2023年 - 、文化放送モバイルplus)[35]）
- 伊瀬結陸の結々自適　(2023年 - 、文化放送モバイルplus)[36]）
- いせみや（2024年 -  、ニコニコ動画・Youtube）[37]）

### 映像
※はインターネット配信。
- 伊瀬結陸と大鈴功起の「＃ゆうりとこうき」（2021年 - 、ニコニコ動画）[38]）
- 伊瀬結陸・宮﨑雅也の雅ったり 結ったり ほっTRIP！（2023年 - 、ニコニコ動画・Youtube※）[39]）

### 映像商品
- THE IDOLM@STER SideM 6thLIVE TOUR ～NEXT DESTIN@TION!～ Side TOKYO LIVE Blu-ray（2022年）
- THE IDOLM@STER SideM PRODUCER MEETING 315 BE@T OF PASSION FESTIVAL!!! EVENT Blu-ray（2022年）[40]
- バンダイナムコエンターテインメントフェスティバル 2nd 2days LIVE Blu-ray（2023年）
- THE IDOLM@STER SideM 7th STAGE ～GROW & GLOW～ STARLIGHT SIGN@L LIVE Blu-ray（2023年）[41]
- THE IDOLM@STER SideM PASSIONABLE READING SHOW ー超常事変～対立スル正義～ー EVENT Blu-ray（2023年）[42]
- THE IDOLM@STER M@STERS OF IDOL WORLD!!!!! 2023 Blu-ray PERFECT BOX!!!!!（2023年）[43]
- THE IDOLM@STER SideM 8th STAGE ～ALL H@NDS TOGETHER～ LIVE Blu-ray（2024年）[44]
- THE IDOLM@STER SideM PASSIONABLE READING SHOW ～天地四心伝～ EVENT Blu-ray（2024年）[45]
- THE IDOLM@STER SideM 9th STAGE ～MIR＠-CIRCLE CRESCENDO～（2025年）[46]
- THE IDOLM@STER SideM 10th ANNIVERSARY MEETING ～P@SSION UP!!!～（2025年）[47]
- THE IDOLM@STER SideM 10th ANNIVERSARY ST@GE ～P@SSION-ING!!!～ （2026年）[48]

### 朗読劇
- 彼女が好きなものはホモであって僕ではない（2021年9月3日、草月ホール）- ファーレンハイト 役[49]
- 朗読劇『星の王子さま』（2022年9月6日・10日、六行会ホール）- 王子さま 役[50]
- THE IDOLM@STER SideM PASSIONABLE READING SHOW -超常事変〜対立スル正義〜-（2023年3月11日、武蔵野の森総合スポーツプラザ メインアリーナ） - 天峰秀 役[51]
- 宮沢賢治朗読短編集『注文の多い料理店』（2024年1月10日 - 14日、浅草九劇）[52] - 語り手
- THE IDOLM@STER SideM PASSIONABLE READING SHOW ～天地四心伝～-（2024年2月10日、幕張イベントホール） - 天峰秀 役[53]
- 朗読劇「学園デスパネル2024」（2024年8月28日 - 30日、座・高円寺2）- K.S 役[54]
- 朗読劇『怪人二十面相』（2025年3月18日 - 23日、赤坂RED/THEATER） - 小林芳雄 役[55]
- ネコたん！弐 ぷらす ～猫町怪異奇譚～ 仮面遊戯殺猫事件（2025年6月22日、豊島区立舞台芸術交流センター） - 灰呂流依 役[56]

### その他コンテンツ
- Project:;COLD 1.8（2022年、豊橋翼）
- ハイドライバース（2022年 - 、神代暁[57]）

## ディスコグラフィ

### キャラクターソング
| 発売日         | 商品名                                                                                   | 歌 | 楽曲                                                                          | 備考 |
| 2021年         | 2021年                                                                                   | 2021年 | 2021年                                                                        | 2021年 |
| -------------- | ---------------------------------------------------------------------------------------- | --- | ----------------------------------------------------------------------------- | --- |
| 2021年9月29日  | THE IDOLM@STER SideM GROWING SIGN@L 01 Growing Smiles!                                   | 315 ALLSTARS | 「Growing Smiles!」 「DRIVE A LIVE」 「Beyond The Dream」 「NEXT STAGE!」     | ゲーム『アイドルマスター SideM GROWING STARS』関連曲                                                             |
| 2021年12月8日  | THE IDOLM@STER SideM GROWING SIGN@L 02 C-FIRST                                           | C.FIRST | 「We're the one」 「Not Alone」 「DRIVE A LIVE」 「NEXT STAGE!」              | ゲーム『アイドルマスター SideM GROWING STARS』関連曲                                                             |
| 2022年         |                                                                                          | |                                                                               | |
| 2022年1月8日   | THE IDOLM@STER SideM UNIT COLLECTION -Growing Smiles!-                                   | C.FIRST | 「Growing Smiles!(C.FIRST ver.)」                                             | ゲーム『アイドルマスター SideM GROWING STARS』関連曲                                                             |
| 2022年3月12日  | THE IDOLM@STER SideM PASSION@TE FORMATION -INTELLIGENCE-                                 | 315 STARS（インテリVer.） | 「ANYWHERE」                                                                  | ゲーム『アイドルマスター SideM GROWING STARS』関連曲                                                             |
| 2022年3月12日  | THE IDOLM@STER SideM PASSION@TE FORMATION -INTELLIGENCE-                                 | 天峰秀（伊瀬結陸） | 「ANYWHERE」                                                                  | ゲーム『アイドルマスター SideM GROWING STARS』関連曲                                                             |
| 2022年7月20日  | THE IDOLM@STER SideM 49 ELEMENTS -02 C.FIRST                                             | C.FIRST | 「Trust me now」                                                              | ゲーム『アイドルマスター SideM GROWING STARS』関連曲                                                             |
| 2022年7月20日  | THE IDOLM@STER SideM 49 ELEMENTS -02 C.FIRST                                             | 天峰秀（伊瀬結陸） | 「GO NEXT」                                                                   | ゲーム『アイドルマスター SideM GROWING STARS』関連曲                                                             |
| 2022年10月1日  | THE IDOLM@STER SideM GROWING SIGN@L SOLO COLLECTION 01                                   | 天峰秀（伊瀬結陸） | 「Not Alone」                                                                 | ゲーム『アイドルマスター SideM GROWING STARS』関連曲                                                             |
| 2022年12月21日 | THE IDOLM@STER SideM GROWING SIGN@L 15 Take a StuMp!                                     | 315 ALLSTARS | 「Take a StuMp!」                                                             | ゲーム『アイドルマスター SideM GROWING STARS』関連曲                                                             |
| 2022年12月21日 | THE IDOLM@STER SideM GROWING SIGN@L 15 Take a StuMp!                                     | 315 STARS | 「True Horizon」                                                              | ゲーム『アイドルマスター SideM GROWING STARS』関連曲                                                             |
| 2023年         |                                                                                          | |                                                                               | |
| 2023年2月11日  | THE IDOLM@STER SideM UNIT COLLECTION -Take a StuMp!-                                     | C.FIRST | 「Take a StuMp!(C.FIRST ver.)」                                               | ゲーム『アイドルマスター SideM GROWING STARS』関連曲                                                             |
| 2023年3月11日  | 幻想のUtopia/安寧のDystopia                                                              | ピエール（堀江瞬）、蒼井悠介（菊池勇成）、蒼井享介（山谷祥生）、握野英雄（熊谷健太郎）、木村龍（濱健人）、秋山隼人（千葉翔也）、冬美旬（永塚拓馬）、榊夏来（渡辺紘）、若里春名（白井悠介）、紅井朱雀（益山武明）、東雲荘一郎（天﨑滉平）、アスラン＝ベルゼビュートII世（古川慎）、岡村直央（矢野奨吾）、硲道夫（伊東健人）、大河タケル（寺島惇太）、牙崎漣（小松昌平）、天峰秀（伊瀬結陸）、花園百々人（宮﨑雅也）、眉見鋭心（大塚剛央） | 「幻想のUtopia」                                                              | 舞台『THE IDOLM@STER SideM PASSIONABLE READING SHOW -超常事変〜対立スル正義〜-』オープニングテーマ               |
| 2023年5月17日  | ハイドライバーズ！ボーカルアルバム “ATTACK”                                              | ナイトブレイク、ナナイロモンスター、シンデスティニー、ジャンガリアン | 「Hi-DRIVERS!」                                                               | 『ハイドライバーズ！』関連曲                                                                                     |
| 2023年5月17日  | ハイドライバーズ！ボーカルアルバム “ATTACK”                                              | ナイトブレイク | 「Carry On」                                                                  | 『ハイドライバーズ！』関連曲                                                                                     |
| 2023年10月28日 | THE IDOLM@STER SideM 8th STAGE THEME SONG「Hands & Claps!」                              | 315 ALLSTARS | 「Hands & Claps!」                                                            | ライブイベント『THE IDOLM@STER SideM 8th STAGE 〜ALL H@NDS TOGETHER〜』テーマソング                              |
| 2023年10月28日 | THE IDOLM@STER SideM 8th STAGE THEME SONG「Hands & Claps!」                              | 315 STARS（インテリVer.） | 「Hands & Claps!」                                                            | ライブイベント『THE IDOLM@STER SideM 8th STAGE 〜ALL H@NDS TOGETHER〜』テーマソング                              |
| 2023年11月22日 | 川越ボーイズ・シング/ORIGINAL SONGS vol.2                                                | 川越学園ボーイズ・クアイア部 | 「Shake it till make it」                                                     | テレビアニメ『川越ボーイズ・シング』関連曲                                                                       |
| 2023年11月22日 | 川越ボーイズ・シング/ORIGINAL SONGS vol.2                                                | 日向行（生田鷹司）、日向進（伊瀬結陸） | 「背比べ」                                                                    | テレビアニメ『川越ボーイズ・シング』関連曲                                                                       |
| 2023年12月20日 | 川越ボーイズ・シング/ORIGINAL SONGS vol.3                                                | 川越学園ボーイズ・クアイア部 | 「LA LA LA」 「Gettaway」                                                     | テレビアニメ『川越ボーイズ・シング』関連曲                                                                       |
| 2023年12月20日 | Ride Out The Fall                                                                        | 日向行（生田鷹司）、日向進（伊瀬結陸） | 「Ride Out the Fall feat.日向行、日向進」                                     | テレビアニメ『川越ボーイズ・シング』エンディングテーマ                                                           |
| 2023年12月27日 | THE IDOLM@STER SideM CIRCLE OF DELIGHT 01 C.FIRST                                        | C.FIRST | 「来来美食」 「Face the World」                                               | 『アイドルマスター SideM』関連曲                                                                                 |
| 2024年         |                                                                                          | |                                                                               | |
| 2024年1月24日  | 川越ボーイズ・シング/ORIGINAL SONGS vol.4                                                | 川越学園ボーイズ・クアイア部 | 「Now or Never」                                                              | テレビアニメ『川越ボーイズ・シング』関連曲                                                                       |
| 2024年2月10日  | THE IDOLM@STER SideM UNIT COLLECTION -Hands & Claps!-                                    | C.FIRST | 「Hands & Claps!(C.FIRST ver.)」                                              | 『アイドルマスター SideM』関連曲                                                                                 |
| 2024年3月6日   | THE IDOLM@STER SideM F@NTASTIC COMBINATION～CONNECTIME!!!!～ -DIMENSION ARROW- C.FIRST   | Legenders、C.FIRST | 「Secret Light」                                                              | ライブイベント『315 Production presents F＠NTASTIC COMBINATION LIVE 〜CONNECTIME!!!!〜 -DIMENSION ARROW-』関連曲 |
| 2024年3月6日   | THE IDOLM@STER SideM F@NTASTIC COMBINATION～CONNECTIME!!!!～ -DIMENSION ARROW- C.FIRST   | C.FIRST | 「Make New Legend」                                                           | ライブイベント『315 Production presents F＠NTASTIC COMBINATION LIVE 〜CONNECTIME!!!!〜 -DIMENSION ARROW-』関連曲 |
| 2024年3月6日   | THE IDOLM@STER SideM F@NTASTIC COMBINATION～CONNECTIME!!!!～ -DIMENSION ARROW- C.FIRST   | Altessimo、彩、Legenders、C.FIRST | 「Beyond the Dream」 「NEXT STAGE!（Short size）」                            | ライブイベント『315 Production presents F＠NTASTIC COMBINATION LIVE 〜CONNECTIME!!!!〜 -DIMENSION ARROW-』関連曲 |
| 2024年3月6日   | THE IDOLM@STER SideM F@NTASTIC COMBINATION～CONNECTIME!!!!～ -DIMENSION ARROW- Legenders | Altessimo、彩、Legenders、C.FIRST | 「DRIVE A LIVE」                                                              | ライブイベント『315 Production presents F＠NTASTIC COMBINATION LIVE 〜CONNECTIME!!!!〜 -DIMENSION ARROW-』関連曲 |
| 2024年7月13日  | THE IDOLM@STER SideM CIRCLE OF DELIGHT SOLO COLLECTION 01                                | 天峰秀（伊瀬結陸） | 「来来美食」                                                                  | 『アイドルマスター SideM』関連曲                                                                                 |
| 2024年7月13日  | THE IDOLM@STER SideM 9th STAGE THEME SONG「Gather Round!」                               | 315 ALLSTARS | 「Gather Round!」                                                             | ライブイベント『THE IDOLM@STER SideM 9th STAGE ～MIR＠-CIRCLE CRESCENDO～』テーマソング                          |
| 2024年7月13日  | THE IDOLM@STER SideM 9th STAGE THEME SONG「Gather Round!」                               | 315 STARS（インテリVer.） | 「Gather Round!」                                                             | ライブイベント『THE IDOLM@STER SideM 9th STAGE ～MIR＠-CIRCLE CRESCENDO～』テーマソング                          |
| 2025年         |                                                                                          | |                                                                               | |
| 2025年3月15日  | THE IDOLM@STER SideM UNIT COLLECTION -Gather Round!-                                     | C.FIRST | 「Gather Round! (C.FIRST ver.)」                                              | 『アイドルマスター SideM』関連曲                                                                                 |
| 2025年4月13日  | A3! NEW BLOOMING LP                                                                      | A3ders! & KICS | 「From Season to Season!」                                                    | ゲーム『A3! 』第四部主題歌                                                                                       |
| 2025年5月28日  | THE IDOLM@STER SideM 10th ANNIVERSARY P@SSION 16 C.FIRST                                 | C.FIRST | 「We’ll find a way」 「Sunny day, Perfect day」 「PRIDE STAR (C.FIRST Ver.)」 | 『アイドルマスター SideM』関連曲                                                                                 |
| 2025年6月11日  | THE IDOLM@STER SideM 10th ANNIVERSARY P@SSION 17 SUPREME STARS !!!                       | 315 ALLSTARS | 「SUPREME STARS !!!」                                                         | 『アイドルマスター SideM』関連曲                                                                                 |
| 2025年6月11日  | THE IDOLM@STER SideM 10th ANNIVERSARY P@SSION 17 SUPREME STARS !!!                       | 315 STARS（インテリVer.） | 「SUPREME STARS !!!」                                                         | 『アイドルマスター SideM』関連曲                                                                                 |
| 2025年7月12日  | THE IDOLM@STER SideM UNIT COLLECTION -SUPREME STARS !!!-                                 | C.FIRST | SUPREME STARS !!! (C.FIRST ver.)                                              | 『アイドルマスター SideM』関連曲                                                                                 |

### シリーズ一覧
1. ↑  『クロスブースト』（2022年）、『オーバーブースト』（2023年）、『インフィニットブースト』（2025年）
2. ↑  『ナイトブレイク　パーツ探しの旅』（2022年）、『ナイトブレイク　ド緊張のインタビュー』（2022年）
3. ↑  『F@NCOMLIVE 自分の見え方』（2023年）、『F@NCOMLIVE 不揃いなサンカク』（2023年）、『CIRCLE OF DELIGHT この世界の主人公』（2023年）、『CONNECT WITH MUSIC! 最強の1と1で！』（2024年）、『10th Anniversary Fes 〜サイコーのパッションで！〜』（2024年）、『CONNECT WITH MUSIC！ 繰り返すトライ&エラー』（2025年）、『CONNECT WITH MUSIC！ ミツフル！～三星たちの『もしも』～』（2025年）

### ユニットメンバー
1. 1 2 3 4 5  天ヶ瀬冬馬（寺島拓篤）、御手洗翔太（松岡禎丞）、伊集院北斗（神原大地）、天道輝（仲村宗悟）、桜庭薫（内田雄馬）、柏木翼（八代拓）、都築圭（土岐隼一）、神楽麗（永野由祐）、鷹城恭二（梅原裕一郎）、ピエール（堀江瞬）、渡辺みのり（高塚智人）、伊瀬谷四季（野上翔）、秋山隼人（千葉翔也）、若里春名（白井悠介）、冬美旬（永塚拓馬）、榊夏来（渡辺紘）、蒼井享介（山谷祥生）、蒼井悠介（菊池勇成）、硲道夫（伊東健人）、舞田類（榎木淳弥）、山下次郎（中島ヨシキ）、清澄九郎（中田祐矢）、猫柳キリオ（山下大輝）、華村翔真（バレッタ裕）、握野英雄（熊谷健太郎）、木村龍（濱健人）、信玄誠司（増元拓也）、紅井朱雀（益山武明）、黒野玄武（深町寿成）、神谷幸広（狩野翔）、東雲荘一郎（天﨑滉平）、アスラン＝ベルゼビュートII世（古川慎）、卯月巻緒（児玉卓也）、水嶋咲（小林大紀）、大河タケル（寺島惇太）、円城寺道流（濱野大輝）、牙崎漣（小松昌平）、岡村直央（矢野奨吾）、橘志狼（古畑恵介）、姫野かのん（村瀬歩）、秋月涼（三瓶由布子）、兜大吾（浦尾岳大）、九十九一希（比留間俊哉）、葛之葉雨彦（笠間淳）、北村想楽（汐谷文康）、古論クリス（駒田航）、天峰秀（伊瀬結陸）、花園百々人（宮﨑雅也）、眉見鋭心（大塚剛央）
2. 1 2 3 4 5 6 7 8 9 10 11 12  天峰秀（伊瀬結陸）、花園百々人（宮﨑雅也）、眉見鋭心（大塚剛央）
3. 1 2 3 4  伊集院北斗（神原大地）、桜庭薫（内田雄馬）、神楽麗（永野由祐）、鷹城恭二（梅原裕一郎）、蒼井享介（山谷祥生）、握野英雄（熊谷健太郎）、猫柳キリオ（山下大輝）、冬美旬（永塚拓馬）、榊夏来（渡辺紘）、黒野玄武（深町寿成）、東雲荘一郎（天﨑滉平）、岡村直央（矢野奨吾）、硲道夫（伊東健人）、山下次郎（中島ヨシキ）、九十九一希（比留間俊哉）、葛之葉雨彦（笠間淳）、古論クリス（駒田航）、天峰秀（伊瀬結陸）
4. ↑  天ヶ瀬冬馬（寺島拓篤）、天道輝（仲村宗悟）、天峰秀（伊瀬結陸）
5. 1 2  神代暁（伊瀬結陸）、不知火帳（諏訪部順一）、紅林夕（古川慎）、御子柴朱（榊原優希）
6. ↑  釈迦堂雷（柴田あいばん）、藤堂霞（鳥海浩輔）、響・クラウド（福山潤）
7. ↑  鳥谷京（堂島颯人）、龍ヶ崎圭（福西勝也）、早乙女麟（村瀬歩）、亀梨万（木村昴）
8. ↑  王子仁（江口拓也）、板垣誠（吉野裕行）、樋口忠（平川大輔）
9. ↑  出井天使, a.k.a だんぼっち（鵜澤正太郎）、矢沢ひろし, a.k.a えいちゃん（土田玲央）、白鳥修治（小原悠輝）、小橋快人, a.k.a IT（中西南央）、茨戸静男, a.k.a オトメ（金子誠）、足立尽（木村昴）、日向行（生田鷹司）、日向進（伊瀬結陸）
10. 1 2  出井天使, a.k.a だんぼっち（鵜澤正太郎）、矢沢ひろし, a.k.a えいちゃん（土田玲央）、白鳥修治（小原悠輝）、小橋快人, a.k.a IT（中西南央）、茨戸静男, a.k.a オトメ（金子誠）、足立尽（木村昴）、日向行（生田鷹司）、日向進（伊瀬結陸）、葉加瀬友, a.k.a 博士（葉山翔太）、鈴木カーティス, a.k.a マジック（深川和征）
11. 1 2  葛之葉雨彦（笠間淳）、北村想楽（汐谷文康）、古論クリス（駒田航）
12. ↑  都築圭（土岐隼一）、神楽麗（永野由祐）
13. ↑  猫柳キリオ（山下大輝）、華村翔真（バレッタ裕）、清澄九郎（中田祐矢）
14. ↑  佐久間咲也（酒井広大）、皇天馬（江口拓也）、摂津万里（沢城千春）、月岡紬（田丸篤志）、一ノ枝桃和（加藤大悟）、堂園伊吹（梅田修一朗）、辛科景句（堂島颯人）、柑子木紅羽（伊瀬結陸）